# Лесли, Дэвид, 3-й граф Ливен
Дэвид Мелвилл, позже Лесли, 3-й граф Левен, де-юре 2-й граф Мелвилл (англ. David Melville, later Leslie, 3rd Earl of Leven and de jure 2nd Earl of Melville; 5 мая 1660 — 6 июня 1728) — шотландский аристократ, политик и военный.

## Происхождение
Родился 5 мая 1660 года. Младший сын Джорджа Мелвилла, 1-го графа Мелвилла (1636—1707), и его жены Кэтрин Лесли. Он разделял политические вигские и пресвитерианские религиозные симпатии своего отца.
27 июля 1681 года после смерти после смерти соперника-претендента, Джона Лесли, 1-го герцога Роутса (ок. 1630—1681), Дэвиду Мелвиллу было разрешено унаследовал титул 3-го граф Левена.
В 1683 году лорд Левен и его отец подозревались в соучастии в заговоре Рай-Хаус, заговоре вигов с целью убийства Карла II и его брата Джеймса, герцога Йоркского. Чтобы избежать ареста, они бежали в Нидерланды, где присоединились к группе британских протестантских изгнанников при дворе принца Вильгельма Оранского.
Здесь лорд Левен был использован Вильгельмом Оранским, чтобы получить поддержку немецких принцев для своего вторжения в Англию в 1688 году, сам Левен собрал полк для этого вторжения, в ходе которого он получил капитуляцию города Плимут в Южном Девоншире. Он стал тайным советником Шотландии в 1689 году и сражался в битве при Килликранки в том же году. Он также служил хранителем Эдинбургского замка в 1689—1702, 1704—1712 годах. Лорд Левен также был комиссаром по умиротворению Хайленда с 1689 года.
Лорд Левен занимал пост губернатора Банка Шотландии с 1697 по 1728 год, а в 1702 году был повышен до бригадного генерала, а затем до генерал-майора в 1704 году. Он стал мастером шотландской артиллерии в 1705 году и главнокомандующим Шотландии в 1706 году. Также в 1706 году он был избран одним из шотландских пэров-представителей, заседающих в Палате лордов после того, как Акты об унии в 1707 году упразднили парламент Шотландии. Он стал генерал-лейтенантом в 1707 году. Он стал комиссаром Унии в 1707 году и был одним из первых представительных пэров Шотландии с 1707 по 1710 год. Он был уволен со всех должностей в 1712 году.
20 мая 1707 года после смерти своего отца Дэвид Лесли унаследовал титул 2-го графа Мелвилла, но не использовал этот титул.

## Личная жизнь
В сентябре 1691 года Дэвид Лесли женился на леди Энн Уэмисс (18 октября 1675 — 9 января 1702), дочери сэра Джеймса Уэмисса, лорда Бернтисленда, и Маргарет Уэмисс, графини Уэмисс. у супругов было трое детей:
- Леди Мэри Лесли (июль 1692 — январь 1710)[1]
- Джордж Лесли, лорд Балгони (январь 1695 — 20 августа 1721), отец Дэвида Лесли, 4-го графа Левена (1717—1729)[1]
- Александр Лесли, 5-й граф Ливен (28 мая 1695 — 2 сентября 1754)[1].

Лорд Ливен скончался 6 июня 1728 года в возрасте 68 лет. Ему наследовал его внук, Дэвид Лесли, 4-й граф Левен.